# Gaël Danic
Gaël Danic (Vannes, 19 novembre 1981) è un ex calciatore francese, di ruolo centrocampista.

## Carriera
Dopo aver debuttato con la maglia del Rennes, fu ceduto nel 2003 al En Avant Guingamp dove si affermò come uno dei giocatori determinanti della squadra. Dopo una breve parentesi al Troyes, si trasferì in prestito a gennaio 2006 al Lorient prima di ritornare a fine a stagione al Troyes. Alla fine della stagione 2007-2008 ha firmato con il Valenciennes un contratto triennale.
L'11 dicembre 2012 nella partita Valenciennes-Psg finita 4-0 per i Parigini, Danic subisce involontariamente un calcio fortissimo dietro alla caviglia destra da Jallet, dove viene trasportato in barella molto dolorante.
Il 18 giugno 2013 viene ufficializzato il suo passaggio al Lione.